# Mount Lyttleton
Mount Lyttleton ist ein etwa 1500 m hoher, markanter und nahezu komplett verschneiter Berg an der Loubet-Küste des Grahamlands im Norden der Antarktischen Halbinsel. Er ragt nahe dem Kopfende des Cardell-Gletschers auf.
Luftaufnahmen entstanden bei der US-amerikanischen Ronne Antarctic Research Expedition (1947–1948). Das UK Antarctic Place-Names Committee benannte ihn 1960 nach dem neuseeländischen Unternehmer Westcote R. Lyttleton (1877–1956), der 1912 als Erster laminiertes Sicherheitsglas für die Herstellung von Schneebrillen verwendet hatte.